# Eversmannia sarytavica
Eversmannia sarytavica là một loài thực vật có hoa trong họ Đậu. Loài này được S.A.Sarkisova miêu tả khoa học đầu tiên.